# Leonardo Semplici
Leonardo Semplici (Firenze, 18 luglio 1967) è un allenatore di calcio ed ex calciatore italiano, di ruolo difensore.

## Biografia
Nato a Firenze, per molto tempo Semplici si divide tra la carriera di calciatore ed il lavoro, affiancando il padre nella gestione della sua ditta di pellami con l'obiettivo poi di diventare agente di commercio. La situazione cambia quando viene acquistato dal Grosseto: da quel momento Semplici decide infatti di dedicarsi completamente al calcio.
Ha due figli, Niccolò e Filippo.

## Caratteristiche tecniche

### Allenatore
Nel corso della sua carriera di allenatore Semplici ha mostrato di essere un allenatore poliedrico, capace quindi di adattare il modulo alle esigenze della squadra: nei primi anni di carriera i suoi moduli preferiti erano infatti il 4-3-3 e il 4-3-1-2, mentre da allenatore della SPAL ha cominciato ad alternare la difesa a tre, nelle versioni 3-5-2 e 3-4-1-2, con la difesa a quattro.
Da calciatore ha ricoperto il ruolo di terzino.

## Carriera

### Allenatore

#### Sangimignano e Figline
Dopo un trascorso come calciatore a livello semiprofessionistico, Semplici inizia la sua carriera da allenatore nel 2004, sedendo sulla panchina del Sangimignano, squadra che partecipa quell'anno al campionato di Eccellenza Toscana. La stagione si rivela trionfale, con la squadra toscana che viene promossa in Serie D al termine della stagione 2004-2005.
Nonostante la promozione ottenuta sul campo col Sangimignano, l'anno successivo Semplici decide di rimanere nel campionato di Eccellenza Toscana accettando la panchina del Figline. Con il Figline, Semplici compie un vero e proprio miracolo sportivo, vincendo tre campionati in quattro anni e portando la squadra dall'Eccellenza fino alla Lega Pro Prima Divisione. In particolare, Semplici vince il campionato di Eccellenza 2005-2006, mentre l'anno dopo, in Serie D, conclude il campionato al 2º posto dietro al Viareggio.
L'anno successivo invece Semplici riesce a vincere il campionato di Serie D garantendo per la prima volta nella sua storia l'accesso tra i professionisti al Figline. Al debutto tra i professionisti, Semplici ottiene subito la promozione in Lega Pro Prima Divisione vincendo il campionato di Seconda Divisione. Nello stesso anno conquista anche la Supercoppa di Lega di Seconda Divisione battendo in finale il Cosenza per 3-0. A livello personale, la vittoria del campionato e della Supercoppa valgono a Semplici l'assegnazione della Panchina d'argento per la Lega Pro Seconda Divisione nel febbraio 2010.

#### Arezzo e Pisa
Dopo quattro anni al Figline, per la stagione di Lega Pro 2009-2010 Semplici si accorda con l'Arezzo squadra in cui aveva militato anche da giocatore. Nonostante i buoni risultati ottenuti, dopo 13 turni Semplici viene esonerato, lasciando la squadra al terzo posto e con 7 vittorie all'attivo. Al suo posto la società chiama Giuseppe Galderisi. Dopo l'esonero di Galderisi Semplici è richiamato sulla panchina amaranto per le ultime tre partite, ottenendo due vittorie e centrando i play-off. A seguito della sconfitta per 2-0 contro la Cremonese nell'andata dei play-off, Semplici viene nuovamente esonerato e rimpiazzato ancora da Galderisi.
Nel novembre 2010 Semplici è ingaggiato dal Pisa, militante quell'anno in Lega Pro Prima Divisione, in sostituzione dell'esonerato Stefano Cuoghi. Tuttavia dopo soli tre mesi viene esonerato e sostituito da Dino Pagliari, lasciando la squadra al penultimo posto.

#### FiorentinaPrimavera
Dopo la non positiva esperienza al Pisa, Semplici decide di fare un passo indietro ricominciando dalle giovanili: il 17 luglio 2011 la Fiorentina annuncia infatti il suo ingaggio come allenatore della squadra Primavera. L'esperienza alla guida della formazione primavera della Fiorentina dura tre anni, durante i quali la sua squadra mette in mostra un buon gioco, riuscendo anche a raggiungere la semifinale del Campionato Primavera 2013-2014. Nel corso di questa esperienza, Semplici ha la possibilità di allenare e lanciare giocatori che poi avranno anche modo di debuttare in Serie A, come Federico Bernardeschi, Leonardo Capezzi, Cristiano Piccini, Michele Camporese, Haris Seferović, Pietro Iemmello, Federico Chiesa e Khouma Babacar.

#### S.P.A.L
Dopo alcune voci di mercato che lo davano vicino alla Reggina, l'8 dicembre 2014 Semplici viene ingaggiato da Walter Mattioli per la SPAL, militante nel girone B di Lega Pro in sostituzione di Oscar Brevi. Quando Semplici subentra a Brevi, la SPAL si trova al 12º posto in classifica, a soli quattro punti dalla zona retrocessione. Al debutto in panchina la SPAL viene sconfitta in casa per 2-0 dalla Carrarese e a fine partita lo stesso allenatore toscano è vittima di una feroce contestazione da parte dei tifosi. Tuttavia col prosieguo della stagione la situazione migliora ed a fine anno la SPAL riesce a centrare il quarto posto in campionato.
L'anno successivo Semplici conquista l'ennesima promozione della sua carriera vincendo con la SPAL il campionato di Lega Pro 2015-2016 e riportando la squadra ferrarese in Serie B dopo 23 anni di assenza. Il 22 maggio successivo vince anche la Supercoppa di Lega Pro 2016, avendo la meglio nel triangolare con Cittadella e Benevento. In virtù di questi risultati, il 27 marzo 2017 Semplici viene premiato con la Panchina d'oro per la Lega Pro.
La stagione 2016-2017 vede dunque Semplici affrontare il suo primo campionato di Serie B. Dopo un inizio di stagione difficile, con la squadra che riesce a vincere solo quattro delle prime undici partite e che palesa problemi soprattutto nella fase difensiva, la SPAL incrementa il proprio rendimento e al trentesimo turno, con la vittoria per 2-0 contro il Cesena, conquista la vetta della classifica. Il 13 maggio 2017, grazie alla sconfitta del Frosinone sul campo del Benevento al 93' , la SPAL ottiene l'aritmetica promozione in Serie A pur perdendo 2-1 contro la Ternana. L'ultimo campionato di Serie A disputato dalla SPAL risaliva a 49 anni prima, quando retrocesse al termine della stagione 1967-1968. La vittoria del campionato, il sesto in carriera per Semplici, arriva invece matematicamente solo all'ultimo turno.
Il primo campionato di Serie A della sua carriera è positivo per Semplici, che riesce a portare la SPAL al raggiungimento dell'obiettivo salvezza da quartultima con 38 punti (di cui 23 nel girone di ritorno). Tra i risultati ci sono da segnalare uno 0-0 in casa della Lazio, un 1-1 con l'Inter oltre che uno 0-0 con la Juventus campione d'Italia.
L'anno successivo Semplici riesce nuovamente a centrare la salvezza con la formazione estense con 3 turni d'anticipo. La SPAL ha conseguito tale successo anche vincendo contro squadre di vertice come Atalanta (2-0), Roma sia in casa che in trasferta (0-2 e 2-1), Lazio (1-0) e Juventus campione d'Italia (2-1).
Rimane alla SPAL con cui il 5 ottobre 2019 festeggia le 200 panchine vincendo 1-0 il derby con il Parma. La SPAL nelle successive partite vincerà solo due volte: nelle trasferte di Torino e Bergamo, sempre per 2-1. Il 10 febbraio 2020 viene esonerato dopo 3 sconfitte consecutive e l'ultimo posto in classifica.

#### Cagliari
Il 22 febbraio 2021, dopo un anno trascorso senza squadra, sostituisce Eusebio Di Francesco al Cagliari, legandosi al club sardo fino al 30 giugno 2022.
Debutta alla guida dei sardi nella partita contro il Crotone vincendo per 2-0 in Calabria, con la squadra che ritrova la vittoria dopo 16 partite; in quella giornata raggiunge anche le 100 presenze da tecnico in Serie A.
Con un finale molto proficuo (4 vittorie, 3 pareggi e la sconfitta con il Genoa nell’ultimo turno) riesce a centrare l'insperata salvezza alla penultima giornata, visto il pareggio del Benevento terzultimo, che all’arrivo di Semplici a Cagliari aveva un vantaggio di 10 punti sui sardi.
Termina quindi il campionato al sedicesimo posto con 37 punti, avendo raccolto in totale 22 punti in 15 partite (6 vittorie, 4 pareggi e 5 sconfitte).
Il 14 settembre, dopo aver collezionato un solo punto nelle prime tre giornate di campionato, viene sollevato dall’incarico.

#### Spezia
Dopo un anno e mezzo circa di inattività, il 23 febbraio 2023 Semplici viene ufficialmente ingaggiato dallo Spezia, di nuovo in Serie A, sostituendo l'esonerato Luca Gotti. Con la società ligure, in quel momento quartultima in Serie A con 19 punti dopo 23 giornate e a soli due punti dalla zona retrocessione, l'allenatore firma un contratto valido fino al termine della stagione, con prolungamento automatico fino al 2025 in caso di salvezza. Tre giorni dopo al debutto pareggia in trasferta con l’Udinese per 2-2. Dopo un altro pareggio nello scontro diretto con il Verona (0-0), il 10 marzo arriva la prima vittoria contro l’Inter per 2-1; lo Spezia non vinceva da otto partite e l’ultima vittoria interna risaliva al 17 settembre.
Mette insieme 12 punti in 15 partite terminando la stagione regolare al quart'ultimo posto a pari punti con il Verona: nello spareggio con i veneti però lo Spezia di Semplici viene sconfitto per 1-3 retrocedendo in Serie B.

#### Sampdoria
Dopo più di un anno di inattività, l'11 dicembre 2024 viene nominato nuovo tecnico dalla Sampdoria, in quel momento quindicesima in Serie B con 17 punti, sostituendo l'esonerato Andrea Sottil. Tre giorni dopo al debutto pareggia contro lo Spezia (0-0). Il 7 aprile 2025 viene esonerato con la squadra doriana al diciottesimo posto e dopo aver totalizzato 15 punti in 16 partite.

## Statistiche

### Statistiche da allenatore
Statistiche aggiornate al 7 aprile 2025. In grassetto le competizioni vinte.
| Stagione            | Squadra         | Campionato      | Campionato | Campionato | Campionato | Campionato | Coppe nazionali | Coppe nazionali | Coppe nazionali | Coppe nazionali | Coppe nazionali | Coppe continentali | Coppe continentali | Coppe continentali | Coppe continentali | Coppe continentali | Altre coppe | Altre coppe | Altre coppe | Altre coppe | Altre coppe | Totale | Totale | Totale | Totale | % Vittorie | Piazzamento        |
| Stagione            | Squadra         | Comp            | G          | V          | N          | P          | Comp            | G               | V               | N               | P               | Comp               | G                  | V                  | N                  | P                  | Comp        | G           | V           | N           | P           | G      | V      | N      | P      | %          | Piazzamento        |
| ------------------- | --------------- | --------------- | ---------- | ---------- | ---------- | ---------- | --------------- | --------------- | --------------- | --------------- | --------------- | ------------------ | ------------------ | ------------------ | ------------------ | ------------------ | ----------- | ----------- | ----------- | ----------- | ----------- | ------ | ------ | ------ | ------ | ---------- | ------------------ |
| 2004-2005           | Sangimignano    | Ecc.            | 30         | 18         | 8          | 4          | CI-Ecc.         | ?               | ?               | ?               | ?               | -                  | -                  | -                  | -                  | -                  | -           | -           | -           | -           | -           | 30     | 18     | 8      | 4      | 60,00      | 1º (prom.)         |
| 2005-2006           | Figline         | Ecc.            | 30         | 21         | 6          | 3          | CI-Ecc.         | ?               | ?               | ?               | ?               | -                  | -                  | -                  | -                  | -                  | -           | -           | -           | -           | -           | 30     | 21     | 6      | 3      | 70,00      | 1º (prom.)         |
| 2006-2007           | Figline         | D               | 34+2       | 18+1       | 11         | 5+1        | CI-D            | 2               | 1               | 0               | 1               | -                  | -                  | -                  | -                  | -                  | -           | -           | -           | -           | -           | 38     | 20     | 11     | 7      | 52,63      | 2º                 |
| 2007-2008           | Figline         | D               | 34         | 19         | 11         | 4          | CI-D            | 2               | 0               | 0               | 2               | -                  | -                  | -                  | -                  | -                  | PS          | 2           | 0           | 2           | 0           | 38     | 19     | 13     | 6      | 50,00      | 1º (prom.)         |
| 2008-2009           | Figline         | 2D              | 34         | 16         | 14         | 4          | CI-LP           | 4               | 0               | 3               | 1               | -                  | -                  | -                  | -                  | -                  | SdL-2D      | 2           | 1           | 1           | 0           | 40     | 17     | 18     | 5      | 42,50      | 1º (prom.)         |
| Totale Figline      | Totale Figline  | Totale Figline  | 134        | 75         | 42         | 17         |                 | 8               | 1               | 3               | 4               |                    | -                  | -                  | -                  | -                  |             | 4           | 1           | 3           | 0           | 146    | 77     | 48     | 21     | 52,74      |                    |
| 2009-2010           | Arezzo          | 1D              | 16+1       | 9          | 3          | 4+1        | CI+CI-LP        | 2+3             | 1+1             | 0+2             | 1               | -                  | -                  | -                  | -                  | -                  | -           | -           | -           | -           | -           | 22     | 11     | 5      | 6      | 50,00      | Eson., Sub., Eson. |
| nov. 2010-feb. 2011 | Pisa            | 1D              | 9          | 2          | 2          | 5          | CI-LP           | 1               | 1               | 0               | 0               | -                  | -                  | -                  | -                  | -                  | -           | -           | -           | -           | -           | 10     | 3      | 2      | 5      | 30,00      | Sub., Eson.        |
| dic. 2014-2015      | SPAL            | LP              | 22         | 12         | 5          | 5          | CI-LP           | 3               | 1               | 1               | 1               | -                  | -                  | -                  | -                  | -                  | -           | -           | -           | -           | -           | 25     | 13     | 6      | 6      | 52,00      | Sub., 4º           |
| 2015-2016           | SPAL            | LP              | 34         | 21         | 8          | 5          | CI+CI-LP        | 2+6             | 1+4             | 0+1             | 1+1             | -                  | -                  | -                  | -                  | -                  | SC-LP       | 2           | 2           | 0           | 0           | 44     | 28     | 9      | 7      | 63,64      | 1º (prom.)         |
| 2016-2017           | SPAL            | B               | 42         | 22         | 12         | 8          | CI              | 2               | 1               | 0               | 1               | -                  | -                  | -                  | -                  | -                  | -           | -           | -           | -           | -           | 44     | 23     | 12     | 9      | 52,27      | 1º (prom.)         |
| 2017-2018           | SPAL            | A               | 38         | 8          | 14         | 16         | CI              | 2               | 1               | 0               | 1               | -                  | -                  | -                  | -                  | -                  | -           | -           | -           | -           | -           | 40     | 9      | 14     | 17     | 22,50      | 17º                |
| 2018-2019           | SPAL            | A               | 38         | 11         | 9          | 18         | CI              | 2               | 1               | 0               | 1               | -                  | -                  | -                  | -                  | -                  | -           | -           | -           | -           | -           | 40     | 12     | 9      | 19     | 30,00      | 13º                |
| 2019-feb. 2020      | SPAL            | A               | 23         | 4          | 3          | 16         | CI              | 3               | 2               | 0               | 1               | -                  | -                  | -                  | -                  | -                  | -           | -           | -           | -           | -           | 26     | 6      | 3      | 17     | 23,08      | Eson.              |
| Totale SPAL         | Totale SPAL     | Totale SPAL     | 197        | 78         | 51         | 68         |                 | 20              | 11              | 2               | 7               |                    | -                  | -                  | -                  | -                  |             | 2           | 2           | 0           | 0           | 219    | 91     | 53     | 75     | 41,55      |                    |
| feb.-giu. 2021      | Cagliari        | A               | 15         | 6          | 4          | 5          | CI              | -               | -               | -               | -               | -                  | -                  | -                  | -                  | -                  | -           | -           | -           | -           | -           | 15     | 6      | 4      | 5      | 40,00      | Sub., 16º          |
| lug.-set. 2021      | Cagliari        | A               | 3          | 0          | 1          | 2          | CI              | 1               | 1               | 0               | 0               | -                  | -                  | -                  | -                  | -                  | -           | -           | -           | -           | -           | 4      | 1      | 1      | 2      | 25,00      | Eson.              |
| Totale Cagliari     | Totale Cagliari | Totale Cagliari | 18         | 6          | 5          | 7          |                 | 1               | 1               | 0               | 0               |                    | -                  | -                  | -                  | -                  |             | -           | -           | -           | -           | 19     | 7      | 5      | 7      | 36,84      |                    |
| feb.-giu. 2023      | Spezia          | A               | 15+1       | 2          | 6          | 7+1        | CI              | -               | -               | -               | -               | -                  | -                  | -                  | -                  | -                  | -           | -           | -           | -           | -           | 16     | 2      | 6      | 8      | 12,50      | Sub., 18° (retr.)  |
| dic. 2024-apr. 2025 | Sampdoria       | B               | 16         | 2          | 9          | 5          | CI              | 1               | 0               | 0               | 1               | -                  | -                  | -                  | -                  | -                  | -           | -           | -           | -           | -           | 17     | 2      | 9      | 6      | 11,76      | Sub., Eson.        |
| Totale carriera     | Totale carriera | Totale carriera | 437        | 192        | 126        | 119        |                 | 36              | 16              | 7               | 13              |                    | -                  | -                  | -                  | -                  |             | 6           | 3           | 3           | 0           | 479    | 211    | 136    | 132    | 44,05      |                    |

## Palmarès

### Giocatore

#### Competizioni nazionali
- Campionato Nazionale Dilettanti: 2

Arezzo: 1995-1996 (Girone E)
Rondinella: 1998-1999 (Girone E)
- Campionato italiano di Serie D: 1

Poggibonsi: 2000-2001 (Girone E)

### Allenatore

#### Competizioni regionali
- Eccellenza Toscana: 2

Sangimignano: 2004-2005 (Girone B)
Figline: 2005-2006 (Girone B)

#### Competizioni nazionali
- Campionato italiano di Serie B: 1

SPAL: 2016-2017
- Lega Pro: 1

SPAL: 2015-2016 (Girone B)
- Supercoppa di Lega Pro: 1

SPAL: 2016
- Lega Pro Seconda Divisione: 1

Figline: 2008-2009 (Girone B)
- Supercoppa di Lega di Seconda Divisione: 1

Figline: 2009
- Campionato italiano di Serie D: 1

Figline: 2007-2008 (Girone E)

#### Individuale
- Panchina d'argento Seconda Divisione: 1

2008-2009
- Panchina d'oro Lega Pro: 1

2015-2016
- Panchina d'argento: 1

2016-2017